# Creativiteit

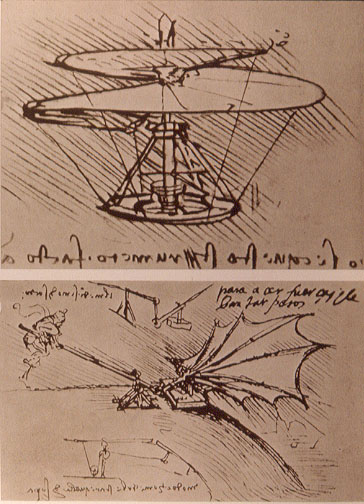
Leonardo da Vinci's helikopter

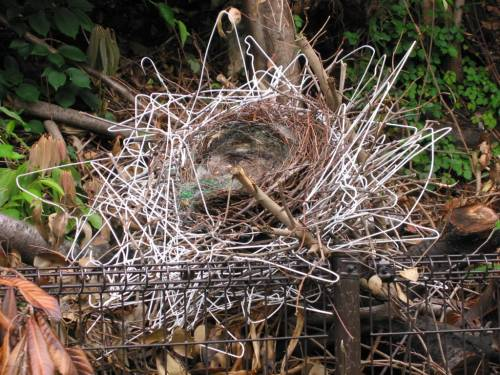
Is nestbouw bij vogels als creativiteit te beschouwen? Wat te denken van dit ongebruikelijke kraaiennest gemaakt van klerenhangers? (Tokyo 2002)

Creativiteit wordt in de verschillende wetenschappen nogal verschillend geïnterpreteerd, maar wijst in het algemeen naar een vermogen om iets nieuws te scheppen. Een individu of een groep toont creativiteit wanneer een nieuw concept of object wordt gemaakt, of wanneer een originele oplossing voor een probleem wordt gevonden.

## Soorten
Individuele creativiteitEen door een individu geuite gedragsvorm.
GroepscreativiteitEen door een organisatie, team of groep geuite gedragsvorm. De creativiteit komt meestal tot stand door de interacties binnen en buiten de organisatie, team of groep.
Persoonlijke creativiteitHet produceren van ideeën die nieuw zijn voor het individu, maar die reeds door anderen zouden kunnen zijn geproduceerd.
Historische creativiteitHet produceren van ideeën die nog nooit door iemand anders zijn geproduceerd.
Commerciële creativiteit Het bijdragen aan het behalen van de commerciële doelstellingen van een organisatie vanuit een creatieve visie.

## Proces
Een goed begrip van het creatieve proces bestaat niet. Vaak worden in het creatieve proces de volgende stadia onderscheiden:
ProbleemwaarnemingHet open staan en zien of voelen van een probleem (of uitdaging) is de eerste stap in het creativiteitsproces.
Theoretiseren van het probleemNadat het probleem is waargenomen is de volgende stap het omzetten van het probleem in een (theoretisch of mentaal) model.
Bedenken / zien van de oplossingDe volgende fase kenmerkt zich door het, meestal plotseling, zien van de oplossing. Het “aha” of “eureka” effect. De meeste “aha” momenten ontstaan nadat het probleem uitvoerig bestudeerd is en vervolgens wordt losgelaten. “Er een nachtje over slapen” is hier een voorbeeld van. Blijkbaar reorganiseert ons brein, onbewust, de informatie wat tot creatieve oplossingen leidt.
Soms wordt ook nog de onderstaande fase tot het creatieve proces gerekend hoewel deze fase strikt genomen na het creatieve proces komt.
Realiseren van de oplossingDe laatste fase in het creativiteitsproces is het omzetten van het idee in een (praktische) oplossing. Niet eenduidig vaststaand is of deze fase van het proces wel of niet tot het creativiteitsproces wordt gerekend. Typerend voor deze fase is de uitspraak "1% inspiratie en 99% transpiratie". Hiermee wordt benadrukt dat het realiseren van een idee veruit de moeilijkste fase is.

## Uitingsvormen
Dagelijks levenCreativiteit komt bij uitstek voor in het dagelijks leven. Iedereen legt elke dag meer of minder creativiteit aan de dag. Zonder deze creativiteit zouden we in ons persoonlijk leven en in de maatschappij nooit een stap voorwaarts zetten of triviale problemen kunnen oplossen.
Kunst & cultuurIn de kunst- en cultuurwereld is bij uitstek een wereld van creativiteit, doordat kunstenaars gedragsmatig veelal niet direct aansluiten op de samenleving met haar conventies, vaste gedragingen en instituten. Juist de kunstenaar heeft een -desondanks- veel gewaardeerde creativiteitsuiting als gevolg van zijn vrijheid.
Onderzoek & ontwikkelingIn het onderzoek en in de ontwikkeling van producten is het octrooirecht een beoordelingscriteria voor creativiteit. Er zijn drie eisen voor verlening van een octrooi (a) nieuwheid, (b) inventief zijn, dat wil zeggen niet direct voor de hand liggen, en (c) industrieel toepasbaar zijn.
OnderwijsIn het onderwijs is creativiteit een gewaardeerde vaardigheid onder leerlingen, omdat zij daarmee onderscheidende ideeën ontwikkelen en/of visualiseren. Doorgaans kan creativiteit zich in het onderwijs het best ontwikkelen in een veilige leeromgeving waarin vrij geëxperimenteerd kan worden.
WetenschapVeel wetenschappelijke vondsten worden gedaan door stug door te gaan op een succesvolle ingeslagen weg; echte vernieuwingen komen echter tot stand doordat iemand volledig nieuwe verbanden ziet.
HumorNiet zelden is humor een uiting van creativiteit.
ChindoguBij deze humoristische uitvinding is nutteloosheid zelfs een voorwaarde.

## Metingen
Vaak wordt de mate van creativiteit gemeten door;
Het leggen van associatiesDoor het aantal associaties bij een onderwerp of thema te meten, wordt inzicht verkregen in de mate van creativiteit.
Het combineren van informatieDoor te meten wat de mate is waarin informatie wordt getransformeerd in kennis, wordt inzicht verkregen in de mate van creativiteit.

## Sociale impact
VrijheidWordt vaak geassocieerd met creativiteit. Vrijheid wordt op die manier niet alleen lichamelijk, maar ook geestelijk ervaren, met als tastbaar resultaat de creatieve kunst, die voortkomt uit de vrije geest. Creativiteit wordt in principe vaak geprezen echter in de praktijk vaak niet getolereerd. Een creatief persoon kan, door het geneigd zijn om de systeemgrenzen te overschrijden, in een geordende organisatie een chaos aanrichten. Zonder creativiteit kan een sociaal systeem echter niet functioneren omdat creativiteit de bron is voor innovatie en adaptatie.
EconomieHet kan gaan om producten die geleverd worden of methodieken die worden benut, vervolmaakt of uitgedacht, waarbij er bij uitstek sprake is van nog niet eerder benutte werkwijzen en (bijgevolg) producten of vondsten. Door de toenemende globalisering wordt de creativiteit benodigd om nieuwe producten en diensten de bedenken steeds belangrijker. Op deze manier beconcurreren regio’s of landen elkaar.
SamenlevingDe samenleving ontwikkelt zich voortdurend en creativiteit is daarbij een bron van verandering.

## Technieken
Hieronder volgt een niet volledige opsomming van creativiteitstechnieken:
- a
  - Analogieën is het zoeken van overeenkomsten.
  - Abstractie is het weglaten van alle niet essentiële informatie of aspecten om meer fundamentele structuren zichtbaar te maken.
  - Automatisch schrift
  - Attributelisting is gebaseerd op het checklist-principe.
- b
  - Bezigheidstherapie
  - Brainstorm is gebaseerd op het uitstellen van een oordeel.
  - Brain Writing is een schriftelijke variant van brainstorming.
- g
  - Grens verkenning (Boundary Examination of Boundary Relaxation) is gebaseerd op het verkennen van de grenzen van de probleemstelling door het zoeken naar alternatieven.
- k
  - Kwaliteitscirkel van Deming, probleemoploskwadrant, werkmethode
- l
  - Lateraal denken is gebaseerd op het opnieuw ordenen van info om zo nieuwe info te laten ontstaan.
- m
  - Morfologisch denken is gebaseerd op het methodisch onderzoeken van alle mogelijk combinaties.
  - Mindmapping
- o
  - Outside the box-denken is gebaseerd op een oefening die visualiseert om buiten het geijkte kader te denken.
- s
  - SCAMPER een techniek om op een gestructureerde manier out-of-the-box te denken.
  - Synergetics is gebaseerd op het gebruik van analogieën of abstractie.
- t
  - TRIZ en ARIZ zijn gebaseerd op het structureren van het probleem en het combineren van algemene oplosprincipes.
- v
  - Visueel brainstorming brainstorming met beelden.